# Мактали (Макталинський сільський округ)
Мактали́ (каз. Мақталы) — село у складі Жетисайського району Туркестанської області Казахстану. Адміністративний центр Макталинського сільського округу.
У радянські часи село називалось Махтали.
Населення — 1604 особи (2021; 1472 у 2009, 1372 у 1999, 1066 у 1989).